# 濱田岳
濱田 岳（はまだ がく、1988年〈昭和63年〉6月28日 - ）は、日本の俳優。
東京都出身。スターダストプロモーション所属。妻はファッションモデルの小泉深雪。

## 略歴
芸能関係に進む前の3歳の時にNHK『おかあさんといっしょ』の「パジャマでおじゃま」のコーナーに出演。9歳のころに芸能関係者にスカウトされ現在の事務所に所属。1998年ドラマ『ひとりぼっちの君に』で浜田雅功演じる主人公と同居を始める少年・日比野雄大役を演じ子役デビュー。浜田とは大人になって『検事 鬼島平八郎』で再び共演している。
その後、中学、高校の途中までラグビー部に所属しラグビーに夢中になるなど役者活動を一時休止していたが、2004年『3年B組金八先生』の出演をきっかけに本格的に俳優の道を志す。
2006年『青いうた〜のど自慢 青春編〜』で映画初主演。『3年B組金八先生』で共演した冨浦智嗣が弟役、寺島咲が恋人役だった。2008年『アヒルと鴨のコインロッカー』（2007年公開）で第22回 高崎映画祭最優秀主演男優賞を受賞した。2011年『ピースボート -Piece Vote-』で連続ドラマ初主演を務めた。
2015年、CM総合研究所が発表した「2014年CM好感度ランキング」の男性部門で第2位を獲得。
2019年、主演を務めたドラマ『フルーツ宅配便』で第45回放送文化基金賞 演技賞を受賞した。

## 人物
- 獨協高等学校中退。
- 『3年B組金八先生』では、ドラマをかき回す存在の生徒を演じたが、卒業式後担任教師坂本金八を演じる武田鉄矢が各生徒に「贈る言葉」をかけるシーンにおいて、濱田に対しては「初めて会った時、私は君が嫌いでした」と言い放った。これは、濱田が俳優をやり続けると予感していた武田が最後まで役者であることを要求したため、「泣きで逃げるな」「最後の一行まで粘って芝居しろ」という要求の意味で告げたもので、当時演出を務めた福澤克雄からも「泣いたら殺す」などと厳しい演出を受けたという[6]。
- 小説『ゴールデンスランバー』に登場するキルオは、伊坂幸太郎が濱田をイメージして、あて書きした。自身がキルオのモデルになったことについては「役者冥利に尽きる」と語っている[7]。

### 私生活
2011年7月下旬にファッションモデルの小泉深雪と結婚。身長179cmの小泉との「19センチの身長差カップル」として話題になった 。馴れ初めは、偶然飲み屋で知り合い一目惚れをしたシャイで奥手の濱田が、酔った勢いで小泉の電話番号を聞き出したことだった。2012年1月下旬に第1子となる女児が誕生。

## 出演

### 映画
- ウルトラマンティガ・ウルトラマンダイナ&ウルトラマンガイア 超時空の大決戦（1999年3月6日、松竹） - 新星勉 役
- 白い船（2002年7月6日、ゼアリズ・エンタープライズ） - 和泉好平 役
- 県庁の星（2006年2月25日、東宝） - 二宮学 役
- キャッチ ア ウェーブ（2006年4月29日、ワーナー・ブラザース映画） - 田口浩輔 役
- 青いうた〜のど自慢 青春編〜（2006年5月13日、シネカノン） - 主演・山崎達也 役
- シュガー&スパイス 風味絶佳（2006年8月26日、東宝） - 尚樹 役
- アヒルと鴨のコインロッカー（2007年6月23日、ザナドゥー） - 主演・椎名 役
- ミッドナイト・イーグル（2007年11月23日、松竹） - 朝倉 役
- フィッシュストーリー（2009年3月20日、ショウゲート） - 雅史 役
- 鴨川ホルモー（2009年4月18日、松竹） - 高村幸一 役
- 今度は愛妻家（2010年1月16日、東映） - 古田誠 役
- ゴールデンスランバー（2010年1月30日、東宝） - キルオ 役
- THE LAST MESSAGE 海猿（2010年9月18日、東宝） - 木嶋久米夫 役
- ロボジー（2012年1月14日、東宝） - 小林弘樹 役
- 宇宙兄弟（2012年5月5日、東宝） - 古谷やすし 役
- ポテチ（2012年5月12日、ショウゲート） - 主演・今村忠司 役
- みなさん、さようなら（2013年1月26日、ファントム・フィルム） - 主演・渡会悟 役
- はじまりのみち（2013年6月1日、松竹） - 便利屋 役
- 俺はまだ本気出してないだけ（2013年6月15日、松竹） - 村上政樹 役[11]
- 少年H（2013年8月10日、東宝） - 看板屋の男 役
- 謝罪の王様（2013年9月28日、東宝） - ワクバル 役
- 永遠の0（2013年12月21日、東宝） - 井崎源次郎 役
- 偉大なる、しゅららぼん（2014年3月8日、東映 / アスミックエース） - 主演・日出淡十郎 役
- 神様のカルテ2（2014年3月21日、東宝） - 屋久杉 役
- サケボム（2014年5月24日、ピクチャーズデプト） - 主演・ナオト 役
- 舞妓はレディ（2014年9月13日、東宝） - 西野秋平 役
- 予告犯（2015年6月6日、東宝） - ノビタ 役
- HERO（2015年7月18日、東宝） - 宇野大介 役
- ボクは坊さん。（2015年10月24日、ファントム・フィルム） - 栗本広太 役
- 杉原千畝 スギハラチウネ（2015年12月5日、東宝） - 大迫辰雄 役[12]
- 信長協奏曲（2016年1月23日、東宝） - 徳川家康 役
- 世界から猫が消えたなら（2016年5月14日、東宝） - ツタヤ 役
- 殿、利息でござる!（2016年5月14日、松竹） - ナレーション
- ヒメアノ〜ル（2016年5月28日、日活） - 岡田進 役
- グッドモーニングショー（2016年10月8日、東宝） - 西谷颯太 役[13]
- 本能寺ホテル（2017年1月14日、東宝） - 森蘭丸 役 [14]
- マスカレード・ホテル（2019年1月18日、東宝） - 綾部貴彦 役[15]
- 引っ越し大名!（2019年8月30日公開、松竹） - 中西監物 役[16]
- ヒキタさん!ご懐妊ですよ（2019年10月4日公開、東急レクリエーション） - 杉浦俊一 役
- 決算!忠臣蔵（2019年11月22日公開、松竹） - 大高源五 役[17]
- グッドバイ〜嘘からはじまる人生喜劇〜（2020年2月14日公開、キノフィルムズ） - 清川伸彦 役
- コンフィデンスマンJP -プリンセス編-（2020年7月23日公開、東宝） - ユージーン 役[18]
- 喜劇 愛妻物語（2020年9月11日、バンダイナムコアーツ） - 主演・豪太 役
- おらおらでひとりいぐも（2020年11月6日、アスミック・エース） - 寂しさ1 役
- バイプレイヤーズ 〜もしも100人の名脇役が映画を作ったら〜（2021年4月9日、東宝） - 濱田岳 役[19][20]
- 鳩の撃退法 (2021年8月27日、松竹) - 堀之内 役
- 大怪獣のあとしまつ（2022年2月4日、松竹・東映) - 雨音正彦 役[21]
- HOMESTAY（2022年2月11日、Amazon Prime Video） - 管理人を名乗る謎の人物 役[22]
- とんび（2022年4月8日、KADOKAWA・イオンエンターテイメント）[23][24]
- 七人の秘書 THE MOVIE（2022年10月7日、東宝） - 九十九二郎 役[25]
- 湯道（2023年2月23日、東宝） - 三浦悟朗 役[26]

### アニメ映画
- 百日紅 〜Miss HOKUSAI〜（2015年5月9日、東京テアトル） - 池田善次郎 役[27]
- 天才バカヴォン〜蘇るフランダースの犬〜（2015年5月23日、東映） - 西河内好平 役[28]
- ONE PIECE FILM GOLD（2016年7月23日、東映） - タナカさん 役[29]
- 劇場版ポケットモンスター みんなの物語（2018年7月13日、東宝） - トリト 役
- DEEMO サクラノオト -あなたの奏でた音が、今も響く-（2022年2月25日公開予定、ポニーキャニオン） - ミライ 役[30]

### テレビドラマ
- ひとりぼっちの君に（1998年7月2日 - 9月17日、TBS） - 日比野雄大 役
- 目撃者（TBS） - 江上夏夫 役
  - 1（1999年4月4日）
  - 2（2000年1月17日)
- ズッコケ三人組 第7話（1999年5月22日、NHK教育） - 恒川浩介 役
- 平成夫婦茶碗（日本テレビ） - 金本運 役
  - 平成夫婦茶碗〜ドケチの花道〜（2000年1月12日 - 3月15日）
  - 平成夫婦茶碗外伝「成田家の人々」（2000年11月1日 - 29日）
  - 平成夫婦茶碗スペシャル〜お母さんは風になった…（2000年12月19日）
  - 続・平成夫婦茶碗（2002年1月9日 - 3月20日）
- お前の諭吉が泣いている 第9話（2001年3月8日、テレビ朝日）
- 少年 ビートたけし原作珠玉ドラマ3編 「星の巣」（2002年11月26日、TBS） - 英夫 役
- 3年B組金八先生（TBS） - 狩野伸太郎 役
  - 第7シリーズ（2004年10月15日 - 2005年3月25日）
  - スペシャル11（2005年12月30日）
- 夜回り先生（2004年10月27日、TBS）
- 女子刑務所東三号棟6（2005年9月22日、TBS） - 島本壮太 役
- タイヨウのうた（2006年7月14日 - 9月15日、TBS） - 加藤晴男 役
- 鉄板少女アカネ!! 第2話（2006年10月22日、TBS） - 浜田慎吾 役
- すみれの花咲く頃（2007年1月8日、NHK） - 高井勇介 役
- 恋する日曜日 第3シリーズ 第4話（2007年1月27日、BS-i） - 君島孝裕 役
- 彼女との正しい遊び方（2007年3月23日、テレビ朝日） - 水野英昭 役
- プロポーズ大作戦（フジテレビ） - 鶴見尚 役
  - プロポーズ大作戦（2007年4月16日 - 6月25日）
  - プロポーズ大作戦スペシャル（2008年3月25日）
- シャワーGirl!（2007年12月15日、テレビ朝日） - 友部修一 役
- ハチミツとクローバー 第8・最終話（2008年2月26日・3月18日、フジテレビ） - 六太郎 役
- ロス:タイム:ライフ 第7節（2008年3月15日、フジテレビ） - 猿谷タケル 役
- 太陽と海の教室（2008年7月21日 - 9月22日、フジテレビ） - 田幡八朗 役
- 33分探偵 第4話（2008年8月23日、フジテレビ） - 湾岸テレビのAD 役
- 寧々〜おんな太閤記（2009年1月2日、テレビ東京） - 豊臣秀次 役
- チャンス!〜彼女が成功した理由〜（2009年3月7日 - 14日、フジテレビ） - 矢島宗徳 役
- 上野樹里と5つの鞄 第5話（2009年10月1日、WOWOW） - 久保田あゆむ 役
- サムライ・ハイスクール 第4話（2009年11月7日、日本テレビ） - 小清水和也 役
- コード・ブルー -ドクターヘリ緊急救命- 2nd season 第3話（2010年1月25日、フジテレビ） - 松井透 役
- 初恋クロニクル（2010年3月13日、BSフジ） - 梅沢大輔 役
- ブカツ道 第2話（2010年4月11日、WOWOW） - 小室賢人 役
- わが家の歴史 第3夜（2010年4月11日、フジテレビ） TV番組のAD 役
- 月の恋人〜Moon Lovers〜（2010年5月10日 - 7月5日、フジテレビ） - 前原継男 役
- 私が初めて創ったドラマ 「俺んちの神様」（2010年10月1日、NHK-BShi） - 主演・有栖川正宗 役
- 検事 鬼島平八郎（2010年10月22日 - 12月3日、朝日放送 / テレビ朝日） - 越中二朗 役
- TAROの塔（2011年2月26日- 4月2日、NHK） - 岡本太郎（青年時代） 役
- ショートピース2 「転職」（2011年5月22日、フジテレビ）
- ピースボート -Piece Vote-（2011年7月4日 - 9月19日、日本テレビ） - 主演・脇谷秀 役
- 幸福の黄色いハンカチ（2011年10月10日、日本テレビ） - 花田欽也 役
- ストロベリーナイト 第9話 - 最終話（2012年3月6日 - 20日、フジテレビ） - 三島耕介 役
- 世にも奇妙な物語（フジテレビ）
  - 2012年 春の特別編 「ワタ毛男」（2012年4月21日） - 主演・橋本俊樹 役
  - '20秋の特別編 「コインランドリー」（2020年11月14日）- 主演・橋本学 役
- 勇者ヨシヒコと悪霊の鍵 第7話（2012年11月23日、テレビ東京） - 偽ヨシヒコ 役
- お先にどうぞ（2012年11月25日、WOWOW） - 主演・大石壮 役[注 1]
  - （2013年7月7月 - 12月1日）[注 2][31]
  - 伊豆・旅情篇（2014年1月3日）
- 終電バイバイ（2013年1月14日 - 3月18日、TBS） - 主演[注 3]
- 二十四の瞳（2013年8月4日、テレビ朝日） - 岡田磯吉 役
- 水木しげるのゲゲゲの怪談 「妖怪枕返し」（2013年8月31日、フジテレビ） - 主演・山田三樹夫 役[32]
- 大河ドラマ（NHK）
  - 軍師官兵衛（2014年1月12日 - 12月21日） - 栗山善助 役[33]
  - 麒麟がくる 最終回（2021年2月7日） - 黒田官兵衛 役[34][35]
- HERO第2期（2014年7月14日 - 9月22日、フジテレビ） - 宇野大介 役
- アオイホノオ 第8話 - 最終話（2014年9月6日 - 27日、テレビ東京） - 岡田トシオ 役[36]
- 信長協奏曲（2014年10月20日 - 12月22日、フジテレビ） - 徳川家康 役[37]
- 疫病神シリーズ（BSスカパー!） - 主演・二宮啓之 役
  - 破門（疫病神シリーズ）（2015年1月9日 - 3月6日）[38]
  - 螻蛄（疫病神シリーズ）（2016年2月19日 - 3月18日）
- 私たちがプロポーズされないのには、101の理由があってだな2 第2話（2015年9月9日、LaLa TV） - 浩介 役
- 釣りバカ日誌〜新入社員 浜崎伝助〜（テレビ東京） - 主演・浜崎伝助 役
  - 釣りバカ日誌〜新入社員 浜崎伝助〜（2015年10月23日 - 12月11日）[39]
  - 新春ドラマスペシャル『釣りバカ日誌〜新入社員 浜崎伝助〜』伊勢志摩で大漁!初めての出張編（2017年1月2日）[40]
  - 釣りバカ日誌 Season2 〜新米社員 浜崎伝助〜（2017年4月21日 - 6月16日）
  - 釣りバカ日誌 新米社員 浜崎伝助 瀬戸内海で大漁!結婚式大パニック編（2019年1月4日）[41]
- 視覚探偵 日暮旅人（日本テレビ） - 雪路雅彦 役
  - 金曜ロードSHOW!特別ドラマ企画「視覚探偵 日暮旅人」（2015年11月20日）[42]
  - 視覚探偵 日暮旅人（2017年1月22日 - 3月19日）[43]
- 赤めだか（2015年12月28日、TBS） - 立川志らく 役
- トットてれび（2016年4月30日 - 6月10日、NHK） - 伊集院ディレクター 役[44]
- 湊かなえサスペンス『望郷』「雲の糸」（2016年9月28日、テレビ東京） - 主演・黒崎ヒロタカ 役[45]
- 孤独のグルメ Season6 第5話（2017年5月6日、テレビ東京） - 浜崎伝助 役
- 連続テレビ小説（NHK）
  - わろてんか（2017年10月7日 - 2018年3月31日） - 武井風太 役
  - カムカムエヴリバディ（2021年11月1日 - ） - 橘算太 / サンタ黒須 役[46]
- フルーツ宅配便（2019年1月12日 - 3月30日、テレビ東京） - 主演・咲田真一 役[47]
- 土曜ドラマスペシャル ベトナムのひかり〜ボクが無償医療を始めた理由〜（2019年1月12日、NHK） - 主演・羽鳥志郎 役[48]
- インハンド（2019年4月12日 - 6月21日、TBS） - 高家春馬 役[49]
- 日曜劇場「ノーサイド・ゲーム」第9話（2019年9月8日、TBS）- 狩野伸太郎 役 [50][注 4]
- 磯野家の人々〜20年後のサザエさん〜（2019年11月24日、フジテレビ） - カツオ 役
- 心の傷を癒すということ（2020年1月18日 - 2月8日、NHK） - 湯浅浩二 役
- きょうの猫村さん（2020年4月9日 - 9月17日、テレビ東京） - ぼっちゃん 役
- 働かざる者たち（2020年8月27日 - 10月1日、テレビ東京） - 主演・橋田一 役[51]
- 教場（フジテレビ） - 鳥羽暢照 役
  - 教場II（2021年1月3日・1月4日）[52]
  - 風間公親-教場0- 第6話・最終話（2023年5月15日・6月19日）[53]
- バイプレイヤーズ〜名脇役の森の100日間〜 第1話（2021年1月9日、テレビ東京） - 濱田岳 役
- ガールガンレディ（2021年4月7日 - 6月9日、毎日放送） - 骨董屋「FFF」店長 役[54]
- シェフは名探偵（2021年5月31日 - 8月2日、テレビ東京） - 高築智行 役[55]
- 特攻兵の幸福食堂（2021年8月11日、NHK BSプレミアム） - 主演・魚沼陽太 役[56]
- じゃない方の彼女（2021年10月11日 - 12月27日、テレビ東京） - 主演・小谷雅也 役[57]
- マイファミリー（2022年4月10日 - 6月12日、TBS）- 東堂樹生 役[58][59]
- 拾われた男 LOST MAN FOUND 第5話（2022年7月24日、NHK BSプレミアム） - ドラマの銃撃犯 役
- 新・信長公記〜クラスメイトは戦国武将〜（2022年7月24日 - 9月25日、読売テレビ・日本テレビ） - 黒田官兵衛 役 [60]
- 大川と小川の時短捜査（2022年9月12日、テレビ東京） - 主演・小川満 役（松重豊とW主演）[61]
  - 大川と小川の休日捜査（2024年9月30日、テレビ東京）[62]
- 警視庁アウトサイダー（2023年1月5日 - 3月2日、テレビ朝日） - 蓮見光輔 役[63]
- 探偵ロマンス（2023年1月21日 - 2月11日、NHK総合） - 主演・平井太郎 役[64]
- VIVANT 第3話 - 第7話（2023年7月30日 - 8月27日、TBS） - 東条翔太 役[65][66]
- 友情〜平尾誠二と山中伸弥「最後の一年」〜（2023年11月11日、テレビ朝日） - 井岡 役[67]
- 春になったら（2024年1月15日 - 3月25日、関西テレビ・フジテレビ） - 川上一馬 役[68]
- 日越外交関係樹立50周年記念ドラマ ベトナムのひびき（2024年3月2日、BSプレミアム4K / 3月17日、NHK BS） - 主演・佐倉一男 役[69]
- 黄金の刻〜服部金太郎物語〜（2024年3月30日、テレビ朝日）  - 岩倉善路 役[70]
- 新宿野戦病院（2024年7月3日 - 9月11日、フジテレビ） - 岡本勇太 役[71]
- PJ 〜航空救難団〜（2025年4月24日 - 6月19日、テレビ朝日） - 仁科蓮 役[72]
  - another story 救難員・仁科蓮 最後の任務（2025年6月5日、TELASA）- 仁科蓮 役

### テレビアニメ
- ONE PIECE（2016年、フジテレビ） - タナカさん 役[73]
- ONE PIECE 〜ハートオブゴールド〜（2016年、フジテレビ） - タナカさん 役
- アーヤと魔女（2020年、NHK） - トーマス 役[74]

### CM
- 家庭教師のトライ（2000年7月）
- サークルKサンクス（2006年4月）

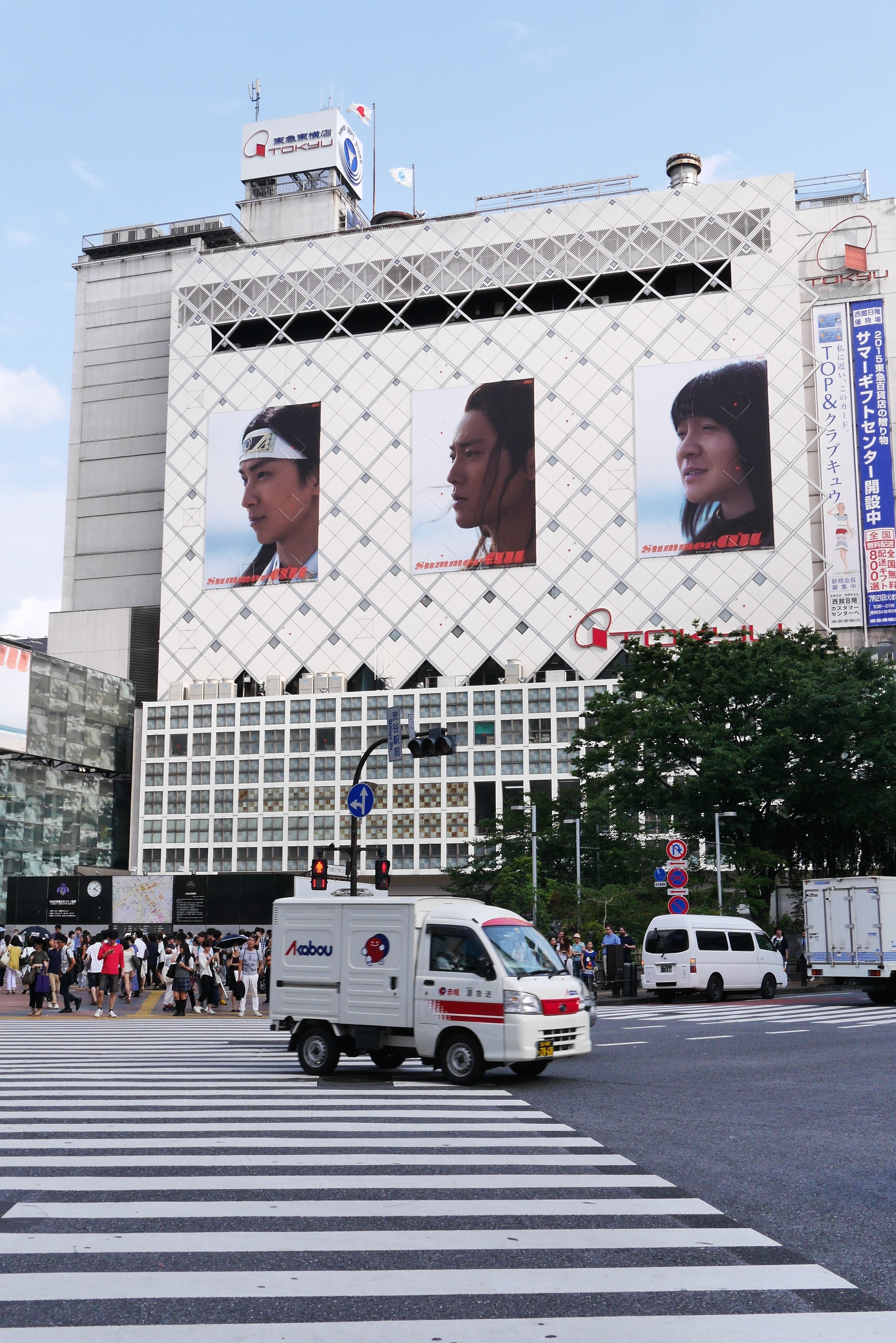
au 三太郎 （右端が濱田岳）

- 第一生命「eNaVit」（2007年8月 - 2008年2月）
- 大和ハウス工業（2007年10月 - 2008年3月27日）
- 明治製菓「キシリッシュ クリスタルミント」（2007年11月13日 - 2008年）
- リプトン「THE ROYAL」（2009年9月22日 - 2010年3月21日）
- アメリカンファミリー生命保険 新EVER（2010年3月19日 - 9月18日）
- 梅の花 「事務官 越中二朗」 全5話（2010年10月 - 12月） - 越中二朗 役[注 5]
- インテル（2010年9月4日 - 2011年6月4日）
- 日本経済新聞（2011年4月1日 - 2012年3月31日）
- 愛グループ 「FIVESTAR WEDDING」（2011年5月） - 恋のキューピッド 役[注 6]
- HTC「EVO 3D ISW12HT」（2011年10月14日 - 2012年1月31日）
- 三菱自動車「MINICAB MiEV」（2012年1月2日 - 2013年3月31日）
- サントリー食品インターナショナル「伊右衛門」（2012年3月13日 - 2013年3月12日）[75]
- DeNa「Mobage 大連携!!オーディンバトル」（2013年5月 - 11月16日）
- キリンビール 「一番搾り生ビール」「ビターズ」（2014年6月 - 2020年9月3日）[76]
- KDDI「au三太郎シリーズ」（2015年1月 - ） - 金太郎（金ちゃん）役[77]
- エン・ジャパン（2015年6月 - 2017年12月15日）
- モブキャスト「モバプロ2 レジェンド」（2015年8月 - 2016年2月17日）
- 三井住友海上火災保険 （2016年3月 - 2017年）
- 東洋水産「マルちゃん赤いきつねと緑のたぬき」（2016年9月 - 2021年9月18日）[78]
- 第一三共ヘルスケア「ガスター10」（2016年10月 - 2018年5月31日）[79]
- アサヒ飲料「おいしい水プラス 「カルピス」の乳酸菌」（2017年4月 - 2018年4月18日）
- ダイハツ工業「トール」（2017年10月 - 2020年9月）
- モンデリーズ・ジャパン「リカルデント」（2018年3月 - 2019年2月28日）
- リクルート「SUMMO」（2018年4月 - 2019年3月31日）
- 大正製薬「リポビタンZERO」（2018年7月 - 2019年7月26日）
- ライオン 「Magica」（2018年7月 - 2023年）
- 大日本印刷（2021年10月 - ）
- NEXCO東日本（2022年4月 - ）[80]
- 大戸屋（2023年4月 - 2024年4月）[81]
- エバラ食品工業「黄金の味 濃厚焙煎ごま」「焼肉ザクだれ」（2024年2月 - ）
- 日本マクドナルド ひるまック®︎ - 妻夫木聡の後輩 役
  - 「おいしい時間帯」篇（2025年2月 - ）[82]
  - 「おいしい時間帯（Lが無料）」篇（2025年5月）[83]

### ドキュメンタリー

#### レギュラー番組
- W座からの招待状（2011年10月9日 - 毎週日曜放送中、WOWOW） - ナレーション
- アナザーストーリーズ 運命の分岐点 Season2（2016年4月6日 - 毎週火曜放送中、NHK BSプレミアム） - ナレーション
- 超入門!落語 THE MOVIE Season2（2017年10月5日 - 毎週木曜放送中、NHK) - ナビゲーター

#### 過去の番組
- おはようクジラ（1998年、TBS）- 中継企画 -
- 日立 世界・ふしぎ発見! 走れ!きかんしゃトーマスとなかまたち 蒸気機関車は生きている（2005年7月23日、TBS）- ミステリーハンター
- 明日のために…今（2008年3月3日、TBS） - サポーター
- アジアンスマイル 〜僕とイヌワシの冬物語〜（2010年2月7日、NHK） - ナレーション
- にっぽん釣りの旅（2011年5月1日、NHK BSプレミアム） - ゲスト
- にっぽん原風景紀行（BSジャパン） - ナビゲーター
  - 115景 絆をつなぐ 寝屋子の島 「三重県答志島」（2011年5月6日）
  - 116景 お伊勢参り 神宮とつながる町 「三重県二見町」（2011年5月13日）
- リアル×ワールド（日本テレビ） - ナレーション
  - 365日〜TVディレクターが見つめた東日本大震災〜（2012年3月10日）
  - 554日〜TVディレクターが見つめた東日本大震災〜（2012年9月15日）
- 超時空トラベル・秋 京都に恋!「洛中洛外図」（2012年11月15日、NHK BSプレミアム）
- NNNドキュメント'13 最後のタクト 魂がゆれた!合唱団の30年（2013年3月31日、福井放送） - ナレーション
  - NNNドキュメント'14 夏空の墓標 あの日、御巣鷹の尾根で（2014年8月31日、日本テレビ） - ナレーション
- 地球イチバン 「世界最大の馬のレース モンゴル」（2013年10月10日、NHK） - 語り
- シゴト・ナデシコ（2013年10月25日 - 11月15日、TBS） - ナレーション
- ドキュメント72時間 “広島太郎”を探して（2013年11月1日、NHK） - 語り
- ソーラーボーイズ〜太陽、砂漠、まっすぐな―〜（2013年11月30日、テレビ金沢） - ナレーション
- 日曜特番・奇跡の絶景 麗峰富士（2014年6月1日、BS-TBS） - ナレーション
- 君が僕の息子について教えてくれたこと（2014年8月16日、NHK）[84] - 朗読
- 目撃!日本列島「“釜石は負げねぇ”〜復興をラグビーに託して〜」（2015年3月7日、NHK） - 語り
- 9月18日開幕ラグビーワールドカップ2015ナビ（2015年、J SPORTS） - ナビゲーター[85][86]
- アナザーストーリーズ 運命の分岐点（2015年3月19日 - 9月16日、NHK BSプレミアム） - ナレーション
  - （2016年2月17日・3月26日、スペシャル版）
- 映画を観て旅に出た〜濱田岳 ニューヨークを巡る〜（2015年3月29日、BS日テレ）
- テレメンタリー2015「シリーズ戦後70年（3）皇軍大笑〜“笑い”が国策だった時代〜」（2015年5月11日、テレビ朝日） - ナレーション
- 中国王朝 よみがえる伝説（2016年1月27日 - 3月30日、NHK BSプレミアム）
- 濱田岳・森泉ガチ対面 密林ゴリラと伝説海獣〜いのちの星の親子たち〜（2016年1月30日、CBCテレビ）[87]
- 超入門!落語 THE MOVIE（2016年3月28日・7月16日 以上単発、NHK) - ナビゲーター
  - （2016年10月19日 - 2017年2月8日、レギュラー放送）[88]
  - （2017年4月3日 - 、超入門!落語 THE MOVIE E）
  - （2017年5月2日、春スペシャル）
  - （2017年8月14日・8月15日、夏スペシャル）
- ギリシャ文明 古代オリンピックの秘密（2016年7月14日、NHK BSプレミアム） - ナビゲーター
- 濱田岳の和食旅〜モルディブで“かつお節”を見つけた！〜（2017年4月8日、テレビ東京） - ナビゲーター
- 濱田岳と地上最大獣 アフリカゾウと過ごした8日間（2018年1月27日、CBC・TBS）[89]
- パクス・ヒュマーナ 〜平和という“奇跡”〜（2024年2月23日、BSプレミアム4K）[90]
- 濱田岳 ルワンダの旅 〜悲劇を超えて、未来へ〜（2024年12月22日 、NHK BS）[91]
- 世界熱中ひとり旅　濱田岳×アメリカ〜南北戦争　平和に“取りつかれた”大富豪〜（2025年1月30日、NHK BS）[92]

### 配信ドラマ
- 未来は今 第6話 ガラパゴスの塩（2009年7月19日、不思議Wiiテレビ）[注 7]
- 卒業までにしたい3つのこと（2010年2月1日 - 3月1日、LISMO Channel） - 真治 役[注 8]
- 恋のしくみ（2011年5月1日 - Web限定） - 恋のキューピッド 役[注 9]
- モテモテ・スプレー（2012年8月1日 - 、J:COMオンデマンド / ビデオパス・スマートパス） - 主演・麻生タカシ 役[注 10]
- 透明ポーラーベア（2013年7月18日 - 、UULA） - 優樹 役[注 11][93]
- Miss Fortune > 公式サイト:http://miss-fortune.com （2015年2月16日 - 4月15日、GYAO!） - 主演・神田明 役[94]
- 日本をゆっくり走ってみたよ 〜あの娘のために日本一周〜（2017年10月20日 - 2018年1月12日、Amazon Prime Video） - 主演・吉本浩二 役
- 雨に叫べば（2021年12月16日、Amazon Prime Video） - 金子勇介 役[95]
- 仮面ライダーBLACK SUN（2022年10月28日配信開始、Amazon Prime Video） - クジラ怪人 役[96]
- First Love 初恋（2022年11月24日配信開始、Netflix） - 旺太郎 役[97]
- 季節のない街（2023年8月9日配信開始、ディズニープラス『スター』） - 六ちゃん 役[98]
- 笑ゥせぇるすまん #12「サブスクおじいちゃん」（2025年8月1日配信開始、Amazon Prime Video） - 加手井守 役[99][100]

### ミュージックビデオ
- HY 「告白」（2010年1月27日）
- 斉藤和義
  - 「ずっと好きだった」（2010年4月21日） - リンゴ・スター 役
  - 「やさしくなりたい」（2011年11月2日） - リンゴ・スター 役
- モン吉 「遥か」（2016年7月27日）

### ラジオドラマ
- 円都通信　SEEDS OF MOVIES 「浅知恵ドライブ」（2008年8月 - 10月、TOKYO FM） - 間宮宇一 役

### ラジオ
- 濱田岳のオールナイトニッポンGOLD（2012年9月28日、ニッポン放送）
- 岡田惠和 今宵、ロックバーで〜ドラマな人々の音楽談義〜　第198回（2016年6月18日、NHK-FM）[101]

### プラネタリウム
- スターサファリ アフリカ・星降る動物の楽園 with[ALEXANDROS]（“天空”：2018年9月22日 - 11月30日、“満天”：2018年9月29日 - 11月25日） - ナレーション 担当[102]

## 受賞歴
- 2007年
  - 第22回高崎映画祭 最優秀主演男優賞（『アヒルと鴨のコインロッカー』）
- 2015年
  - 2015 55th ACC CM FESTIVAL・クラフト賞 フィルム部門 演技賞（『au三太郎シリーズ』)[103]
  - 第2回コンフィデンスアワード・ドラマ賞 主演男優賞 (『釣りバカ日誌〜新入社員 浜崎伝助〜』)[104]
- 2019年
  - 第45回放送文化基金賞 テレビドラマ番組部門 演技賞（『フルーツ宅配便』）
  - 第101回ザテレビジョンドラマアカデミー賞 助演男優賞（『インハンド』）[105]
  - 第23回日刊スポーツドラマグランプリ 助演男優賞（『インハンド』）[106]
- 2020年
  - 第12回TAMA映画賞 最優秀男優賞（『喜劇 愛妻物語』『グッドバイ〜嘘からはじまる人生喜劇〜』『コンフィデンスマンJP -プリンセス編-』『決算!忠臣蔵』『ヒキタさん!ご懐妊ですよ』）[107]
- 2022年
  - 第112回ザテレビジョンドラマアカデミー賞 助演男優賞（『マイファミリー』）[108]